# 中山吉成 (仙台市)
中山吉成（なかやまよしなり）は、宮城県仙台市青葉区の町丁。郵便番号は989-3203。住民基本台帳に基づく人口は2,063人、世帯数は1,002世帯（2025年1月1日現在）。現行行政地名は中山吉成一丁目から中山吉成三丁目であり、全域で住居表示を実施している。旧宮城郡宮城町中山吉成、仙台市中山吉成。

## 地理
仙台市中部、七北田丘陵に位置する。接する町字は、東側に吉成台、西側に中山台、南側に芋沢、北側に泉区実沢・南中山。
もともとは宮城郡宮城町大字芋沢（現在の仙台市青葉区芋沢）の丘陵だったものの、1970年（昭和45年）から双葉綜合開発が始めた宅地開発によって宅地化し、現在に至る。

## 歴史

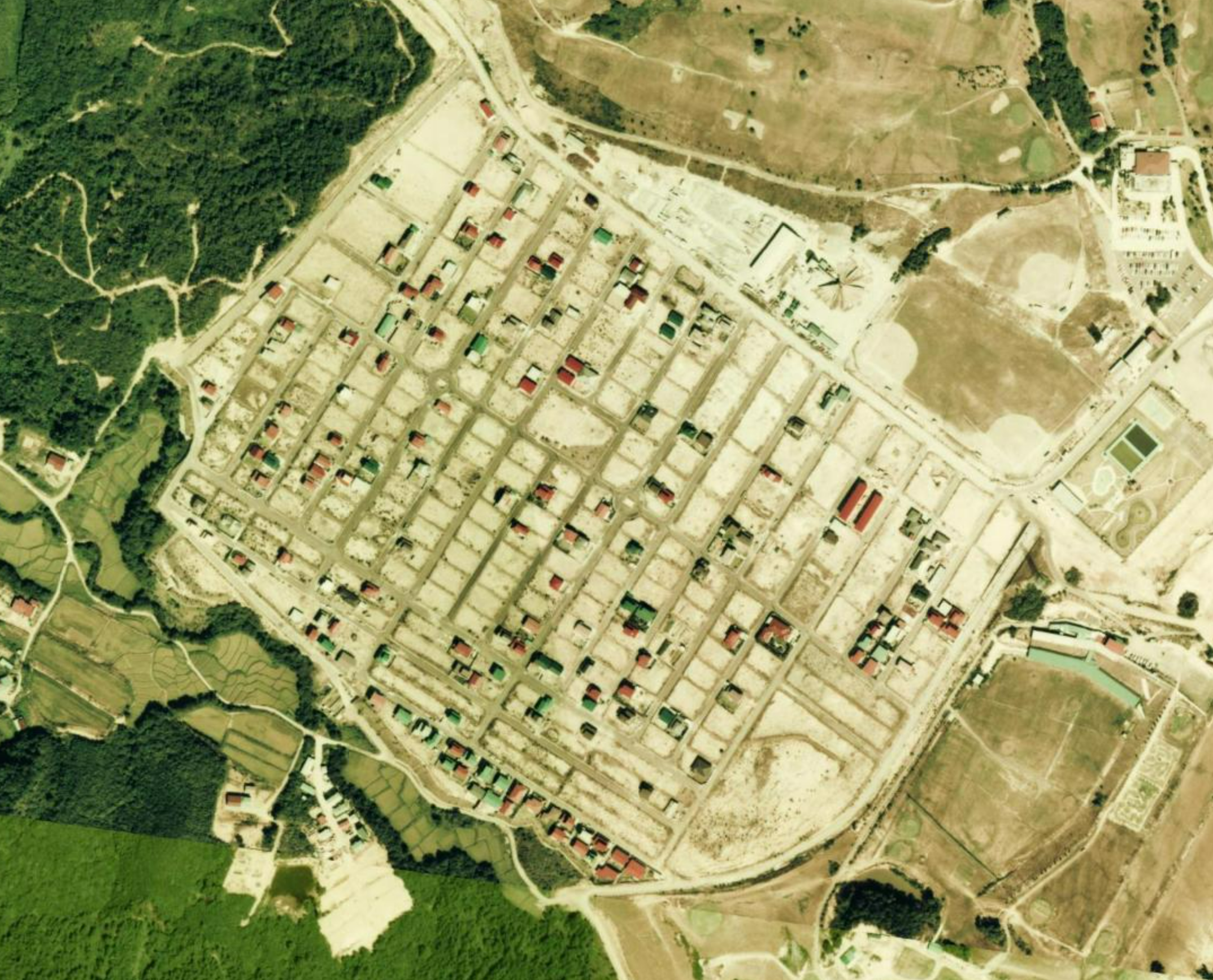
造成中の中山吉成団地（1975年9月11日）

1970年（昭和45年）から1972年（昭和17年）にかけて双葉綜合開発が中山吉成の造成を行い、住宅地となった。その後の1981年（昭和56年）には住居表示が施行されている。

### 年表
- 1970年（昭和45年）
  - 双葉綜合開発が造成開始[8]。
  - 7月 -「中山吉成団地」（双葉綜合開発）が分譲開始[9]。
- 1972年（昭和47年）- 造成が終了。造成面積は延べ28.4ヘクタール[8]。
- 1978年（昭和53年）
  - 3月31日 - 学校法人双葉学園「吉成幼稚園」が中山吉成団地内に開園[10]。
- 1981年（昭和56年）3月1日 - 中山吉成団地（芋沢字吉成）に住居表示が施行され、中山吉成一丁目から三丁目までが誕生する[2]。
- 1987年（昭和62年）11月1日 - 宮城町が仙台市に編入されたことに伴い、住所が仙台市中山吉成になる。
- 1989年（平成元年）4月1日 - 仙台市が政令指定都市に指定されたことにより、住所が仙台市青葉区中山吉成になる。
- 1998年（平成10年）- 宮城県結核予防会の複十字健診センターが中山吉成二丁目に完成する[11]。

### 町名の変遷
町名の変遷は以下の通りとなる。
| 実施後         | 実施年月日   | 実施前（各町名ともその一部） | 実施前（各町名ともその一部） |
| -------------- | ------------ | ---------------------------- | ---------------------------- |
| 中山吉成一丁目 | 1981年3月1日 | 大字芋沢                     | 字吉成                       |
| 中山吉成二丁目 | 1981年3月1日 | 大字芋沢                     | 字吉成                       |
| 中山吉成三丁目 | 1981年3月1日 | 大字芋沢                     | 字吉成                       |

## 世帯数と人口
2025年（令和7年）1月1日現在の世帯数と人口は以下の通りである。
| 町丁           | 世帯      | 人口    |
| -------------- | --------- | ------- |
| 中山吉成一丁目 | 442世帯   | 896人   |
| 中山吉成二丁目 | 373世帯   | 797人   |
| 中山吉成三丁目 | 187世帯   | 370人   |
| 計             | 1,002世帯 | 2,063人 |

## 小・中学校の学区
小・中学校の学区は以下の通りとなる。
| 町丁     | 丁目 | 小学校       | 中学校       |
| -------- | ---- | ------------ | ------------ |
| 中山吉成 | 全域 | 南吉成小学校 | 南吉成中学校 |

## 施設

### 公共

#### 集会所・コミュニティセンター
- 中山吉成集会所 (中山吉成一丁目12-1)

#### 公園
- 中山吉成一丁目公園（中山吉成一丁目62-316）
- 中山吉成二丁目公園（中山吉成二丁目66-281）

#### 病院
- 複十字健診センター（中山吉成二丁目3-1）

#### 幼稚園
- ふたばバンビ幼稚園（中山吉成二丁目2-27）

### 企業・店舗など
- ニチイケアセンター 仙台中山吉成（中山吉成一丁目7-18）

- セブンイレブン 仙台中山吉成店（中山吉成一丁目6-1）
- タイヤ館 中山（中山吉成一丁目5-2）
- モスバーガー 仙台中山店（中山吉成一丁目4-41）
- CoCo壱番屋 青葉区中山吉成店（中山吉成一丁目3-45）
- シャトレーゼ 仙台中山店（中山吉成一丁目2-41）
- やまなか家 中山吉成店（中山吉成一丁目1-8）

## 交通

### 鉄道
- 地区内に鉄道は通っていない。

### バス
- 仙台市営バス
  - 中山吉成南（30/870/875/876/880系統）
  - 中山吉成一丁目 - 中山吉成（780/810/821/910/911系統）

この他、イオン仙台中山店の無料送迎バスが地区内を通る。

### 道路
- 地区内に一般県道・一般国道は通っていない。